# Herningmotorvejen
De Herningmotorvejen (Nederlands: Herningautosnelweg) is een autosnelweg in Denemarken, dwars door het midden van Jutland. Uiteindelijk zal de Herningmotorvejen Aarhus met Herning gaan verbinden. Voorlopig bestaat de Herningmotorvejen echter uit twee aparte gedeelten: een gedeelte tussen Aarhus en Låsby en een gedeelte tussen Bording en Herning. Bij Knooppunt Århus Vest sluit de Herningmotorvejen aan op de Østjyske Motorvej (E45), bij Knooppunt Herning op de nieuwe Midtjyske Motorvej.
De Herningmotorvejen is administratief genummerd als M66. Op de bewegwijzering wordt het nummer van de Primærrute 15 gebruikgemaakt. Deze route loopt van Grenaa via Aarhus naar de Noordzeekust bij Ringkøbing.

## Geschiedenis
De eerste delen van de Herningmotorvejen zijn geopend aan het begin van de 21e eeuw. Het gedeelte tussen Bording en Herning is geopend in 2002, het gedeelte tussen Aarhus en Låsby in 2003. Het deel tussen Bording en Silkeborg werd op 31 augustus 2012 geopend. De voltooiing van de totale autosnelweg staat gepland voor 2016.